# Powerlong Center Tower 1
La Powerlong Center Tower 1 est un gratte-ciel en construction à Tianjin en Chine. Il s'élèvera à 290 mètres. Son achèvement est prévu pour 2019.